# Артур, Джеймс (певец)
Джеймс Артур (англ. James Andrew Arthur) — британский музыкант, победитель девятого сезона телешоу The X Factor. Лауреат и номинант нескольких музыкальных наград.

## Биография
См. также «James Arthur Early years» в английском разделе.
Родился 2 марта 1988 года в Мидлсбро (Англия). Его мать, Ширли Эшворт англичанка, а отец, Нейл Артур, шотландец.
Нейл был водителем, но также диджеем и барабанщиком в течение многих лет, в то время как Ширли была моделью, а затем продавцом, занималась маркетингом. Нил и Ширли развелись, когда Джеймсу исполнилось лишь один год, и через несколько лет после развода они обзавелись новыми партнёрами. Они почти не разговаривали друг с другом более 20 лет, но всё же согласились присутствовать на прослушивании Джеймса вместе на воссоединении семьи, чтобы поддержать его. У него четыре сестры и один брат.
Джеймс сначала отправился в начальную школу «Ings Farm Primary School» в г. Редкар, Северный Йоркшир. Когда ему было девять лет, он переехал со своей матерью Ширли и его отчимом Рональдом Рафферти (Ronald Rafferty) в Бахрейн, где он учился в местной Британской школе Бахрейна четыре года. Когда они развелись, Джеймс, которому тогда было 14 лет, вернулся в Великобританию со своей матерью Ширли и тремя его сестрами Сиан (Sian), Жасмин (Jasmin) и Неве (Neve), чтобы жить на Coast Road в г. Редкар.
Джеймс поддерживает свою местную футбольную команду Мидлсбро, а также Рейнджерс. После победы в девятом сезоне телевизионного конкурса талантов The X Factor он вернулся в Бахрейн, чтобы официально открыть в Британской школе Бахрейна музыкальную и театральную студии для репетиции и 400-местный зал, как часть расширения объектов в школе, в которой он учился четыре года. Новые студии были открыты в 2014 году.

## Дискография
См. также «James Arthur Discography» в английском разделе.

### Студийные альбомы
| Название               | Детали                                                                           | Высшая позиция | Высшая позиция | Высшая позиция | Высшая позиция | Высшая позиция | Высшая позиция | Высшая позиция | Высшая позиция | Высшая позиция | Высшая позиция | Сертификации                                                             |
| Название               | Детали                                                                           | UK             | AUS            | AUT            | BEL            | GER            | IRE            | NZ             | SWE            | SWI            | US             | Сертификации                                                             |
| ---------------------- | -------------------------------------------------------------------------------- | -------------- | -------------- | -------------- | -------------- | -------------- | -------------- | -------------- | -------------- | -------------- | -------------- | ------------------------------------------------------------------------ |
| James Arthur           | - Дата выхода: 4 ноября 2013 - Лейбл: Syco - Форматы: CD, digital download       | 2              | 14             | 22             | 55             | 25             | 2              | 11             | —              | 6              | —              | - BPI: Платиновый - IRMA: Золотой                                        |
| Back from the Edge     | - Дата выхода: 28 октября 2016 - Лейбл: Columbia - Форматы: CD, digital download | 1              | 8              | 38             | 19             | 38             | 2              | 17             | 9              | 7              | 39             | - BPI: Платиновый - GLF: Золотой - MC: Золотой                           |
| You                    | - Дата выхода: 19 октября 2019 - Лейбл: Columbia - Форматы: CD, digital download | 2              | 23             | 31             | 87             | 35             | 7              | 33             | —              | 5              | 186            | - BPI: Золотой - IFPI Norway: Платиновый - Pro-Música Brasil: Платиновый |
| "—" неучастие в чарте. |                                                                                  |                |                |                |                |                |                |                |                |                |                |                                                                          |

### Синглы № 1
- «Impossible» (версия Джеймса Артура была № 1 в Великобритании в 2012 году, когда он победил с ней на конкурсе талантов The X Factor UK 2012)[29]
- «Say You Won’t Let Go» (№ 1 в Великобритании в 2016 году)
- «Bridge over Troubled Water» (участник новой благотворительной версии этой песни, записанной большой группой музыкантов «Artists for Grenfell», которая заняла позицию № 1 в Великобритании в 2017 году после трагического пожара в Лондоне)

## Награды и номинации
| Год  | Организация                | Награда                                | Работа                 | Результат |
| ---- | -------------------------- | -------------------------------------- | ---------------------- | --------- |
| 2013 | BRIT Awards                | British Single of the Year             | «Impossible»           | Номинация |
| 2013 | Los Premios 40 Principales | Best International Song                | «Impossible»           | Победа    |
| 2013 | NRJ Music Awards           | International Breakthrough of the Year | «Impossible»           | Победа    |
| 2014 | Radio Regenbogen Awards    | Pop International                      |                        | Победа    |
| 2017 | BRIT Awards                | British Artist Video of the Year       | «Say You Won't Let Go» | Номинация |
| 2017 | BRIT Awards                | British Single of the Year             | «Say You Won't Let Go» | Номинация |
| 2017 | Teen Choice Awards         | Choice Breakout Artist                 |                        | Номинация |
| 2017 | Danish Music Awards        | Best International Hit                 | «Say You Won't Let Go» | Ожидается |
| 2017 | American Music Awards      | New Artist of the Year                 |                        | Номинация |